# Cassidula angulifera
Cassidula angulifera är en snäckart som först beskrevs av Petit 1841.  Cassidula angulifera ingår i släktet Cassidula och familjen dvärgsnäckor. Inga underarter finns listade i Catalogue of Life.